# پروومایسکی (شهرستان مایکوپسکی)
پروومایسکی (به لاتین: Pervomaysky) یک منطقهٔ مسکونی در روسیه است که در آدیغیه واقع شده‌است.